# Начелници Војномедицинске академије
Начелници Војномедицинске академије су плејада санитетских старешина различитих чинова и специјалности који су кроз три века постојања установе (основане прво као Централна војна болница Кнежевине Србије, Указом Александар Карађорђевића из 1844. године), руководили овом најстаријом здравственом, образовном и научно-истраживачком установом у Србији и шире, од њеног ослобођења од Османлијске власти до дана.

## Историја
Током дугогодишњег развоја Централна војна болница мењала је називе и локације, од Савамале, преко Зеленог венца и палилулске касарне, све до простора данашње Треће београдске гимназије, која је имала капацитет од 120 болничких постеља. Преласком на Врачар, 1904. године, Централна војна болница добила је назив Дунавска стална војна болница, да би већ 1909. године била преименована у Општу војну болницу и постала најмодернија болница на Балканском полуострву, са 400 постеља и шест одељења.
Болницом су руководила многа позната имена српске војне медицине, међу којима су били др Карло Белони, начелник санитетске службе српске војске, санитетски пуковници др Јосиф Холец, др Димитрије Герасимовић, др Светозар Арсенијевић, др Роман Сондермајер и санитетски генерали др Чедомир Ђурђевић и др Сима Карановић.
После Првог светског рата, 1922. године, болница је променила формацијску улогу и добила назив Стална војна болница Прве армијске области, а 1930. постала је Главна војна болница, са капацитетом од 780 постеља. До почетка Другог светског рата наставила је даљи убрзани развој и добила 14 болничких и једно реконвалесцентно одељење, апотеку, војнохигијенски завод, болничарску чету, интернат војних питомаца и ђачку чету. На дужности управника мењали су се санитетски генерал др Сава Поповић, санитетски бригадни генерал др Жарко Трпковић, санитетски генерали др Милан Димитријевић, др Ђорђе Протић и др Војислав Поповић.
Након Другог светског рата формирана је Главна војна болница Народноослободилачке војске Југославије (НОВЈ), са 26 организацијских целина. За њеног првог управника постављен је др Ивица Павлетић. До тог времена већ је сазрела идеја о потреби стварања врхунске војноздравствене, образовне и научноистраживачке установе, а један од највећих заговорника те идеје био је др Гојко Николиш. Актима највиших органа власти некадашње Југославије, који су усвојени 24. јула 1949, формирана је Војномедицинска академија.
Данашња ВМА, која је почела са радом 30. априла 1950. године, настала је стапањем у једну целину (у којој су обједињене три основне функције – настава, лечење и научно-истраживачки рад) следеће три установе :
- Главне болнице,
- Хигијенско-епидемиолошког завода и
- Санитетске официрске школе.

Оснивачи новоосноване Академије били су тадашњи декани медицинских факултета у Београду, Загребу и Љубљани др Бранко Шљивић, академик др Фрањо Когој и академик др Божидар Лаврич.
Скупштина ФНРЈ усвојила је 8. априла 1960. године Закон о ВМА, којим је она практично добила статус медицинског факултета.
Период у другој половини 20. века постаће  златни период у развоју ВМА који је обележен пресељењем ВМА у нову зграду 1981. године у којој се и данас налази.

## Управници Војне болнице од 1844. до 1930.[6]
| Слика | Име и презиме                     | Краћа биографија |
| ----- | --------------------------------- | --- |
|       | Карло Белони (1806—1877)          | Рођен је 1806. године у месту Леви у Горњој Мађарској (тадашња Аустрија). Био је лекар Управник Солдатског шпитаља формираног 1836. године у Београду, претече Централне војне болнице формиране 1844.године, чију традицију баштини ВМА, руководилац српског војног санитета од 1847. године. У Главној војној управи, установљеној 1859. године, руководио је Војносанитетским одсеком, а 1863. године, након што је организовано Министарство војно, био је шеф одсека у Министарству. Учинио је много на утемељењу српске војносанитетске службе. Отварао је и уређивао „војене шпитаље”, војне болнице, ангажовао је (углавном из Аустрије)стране лекаре и ранаре – хирурге, као и прве војне апотекаре. Био је оснивач Сместилишта лекова и прибора Главног депоа (касније санитетско-апотекарскослагалиште), а израдио је и прву Војну фармакопеју,по угледу на аустријску. |
|       | Јосиф Холец (1835—1898)           | Рођен је 1835. године у Туржицу, у Чешкој. Студирао је медицину у Прагу и Бечу. Промовисан је за доктора медицине, хирургије и магистра акушерства 1861. године у Бечу. Након промоције у доктора медицине 1861. године дошао је у Србију, где је прво радио као срески лекар у Параћину, а потом и као окружни физикус у Крушевцу. Као војном лекару од 1866. године, прво је радио као трупни, а затим је прекомандован на дужност лекара на Унутрашњем одељењу Војне болнице у Београду, а потом и уа управник Централне војне болнице у Београду од 1873. године. Учествовао је у српско-турским ратовима и српско-бугарском рату, обављајући значајне дужности у оквиру санитетске службе. Као истакнути санитетски официр био је стални члан првог Војносанитетског комитета. Један је од оснивача Српског лекарског друштва. |
|       | Димитрије Герасимовић (1855—1906) | Био је српски лекар, санитетски пуковник, учесник ослободилачких ратова Кнежевине Србије од 1876—1978. године, управник Војне болнице у Београду. Био је и предавач на Војној академији и члан Главног одбора Друштва Црвеног крста. Објавио је бројна вредна дела и дао значајан допринос унапређењу Српског војног санитета. |
|       | Светозар Арсенијевић (1854—1932)  | Био је српски лекар, санитетски пуковник, учесник ослободилачких ратова Кнежевине Србије од 1876—1978. и ратова Краљевине Србије од 1912. до 1916. године, управник Централне војне болнице у Београду. |
|       | Роман Сондермајер (1861—1923)     | Био је лекар, хирург, санитетски пуковник и начелник санитета Врховне команде Србије 1916—1917. године. Од 1909. године био је управник новоизграђене Војне болнице на западном Врачару, за чију се изградњу јако залагао, како би Србија добила најмодернију болницу на Балкану. С почетком рата 1912. године поново је постављен за начелника санитета Министарства војног, а по завршетку рата 1913. године враћен је на место управник Војне болнице. На месту управника остао је до 1914. године када је постављен за хирурга консултанта при Врховној команди. Главни инспектор санитета оперативне војске и позадине за борбу против пегавог тифуса постаје 1915. године. У 1916. години након смене др Лазара Генчића, постао је начелник санитета Врховне команде и на том месту остао је до 1917. године. Својим радом и залагањем допринео је унапређењу српског војног санитета, и извршио модернизацију и попуну ратне санитетске опреме, још на на Крфу и у Солуну током Првог светског рата. После Великог рата био је правник је Војне болнице у Новом Саду а од 1919. и председник Војносанитетског комитета током 1920-1923. Пензионисан је 1923. године |
|       | Чедомир Ђурђевић (1866—1940)      | |
|       | Сима Карановић (1866—1928)        | Рођен је у Новом у Босанској крајини. Медицину је завршио у Бечу 1895. године. Био је референт санитета Дунавске дивизијске области, службовао у санитету Министарства, био лекар и наставник на Војној академији. У балканским ратовима и Првом светском рату службовао је у Врховној команди. Једно време обављао је дужност управник Сталне војне болнице у Београду, а потом начелник санитета у Министарству. Истакао се као познавалац организације и администрације војносанитетске службе, писац бројних прописа, правила и упутстава. Његовом заслугом повећан је број војних специјалиста и стипендиста и тиме знат но унапређен санитетски официрски кадар. Прву Војносанитетску школу при Главној војној болници за школовање санитетских помоћника основао је 1923. године. |

## Управници Главне војне болнице од 1930. до 1941.[9]
| Слика | Име и презиме                  | Краћа биографија |
| ----- | ------------------------------ | --- |
|       | Сава Поповић (1871–1944)       | Рођен је 23. октобра 1871. године у селу Лужане, код Алексинца. Уписао је Медицински факултет у Петрограду (Русија), али је због оштре и неподношљиве климе, после шест месеци напустио Петроград. Студије медицине је наставио у Грацу (Аустрија), где је и дипломирао. У војну службу је ступио 1900. године, али своје усавршавање је наставио у интернистици и зубарству на клиникама и институтима у Берлину, Грацу и Минхену. Предано се посветио служби војног лекара у многим гарнизонима и на разним положајима и дужностима. Први распоред га је одвео у Моравску војну болницу у Нишу, када је приступио и Пастеровом заводу. Био је управник Привремене војне бојнице и трупни лекар гарнизона у Врању; шеф унутрашњег одељења Војне болнице у Нишу; затим, управник Привремене војне бојнице и трупни лекар гарнизона у Чачку; премештен је и постављен за шефа Унутрашњег одељења Војне болнице у Крагујевцу. У Балканским ратовима био је командир Дринске болничке чете I позива, затим референт Дринске дивизије I позива и управник Косовске сталне војне болнице у Приштини и вршилац дужности референта санитета Косовске дивизијске области. По завршетку Балканског рата демобилисан је и постављен за лекара гарнизона у Крагујевцу и наставник Хигијене у Артиљеријској подофицирској школи. За време Првог светског рата био је референт санитета Тимочке дивизије II позива, затим, референт санитета Моравске дивизије I позива, а по стварању Солунског фронта начелник санитета II армије. После рата био је начелник санитета II Армијске области. Стекао је чин санитетског генерала и велики број наших и страних високих одликовања. |
|       | Жарко Трпковић (1871–1944)     | |
|       | Милан Димитријевић (1873–1949) | |
|       | Ђорђе Протић (1879–1950)       | Био је српски лекар, учесник Балканских ратова и Првог светског рата, санитетски генерал, управник Војно-хигијенског завода 1930. до 1936, управник Главне војне болнице од 1936. до 1939. године. Краљ Петар II Карађорђевић, а на предлог Министра Војске и Морнарице Љубомира Марића поставља 22. маја 1936. године Ђорђа И. Протића за вршиоца дужности управника Главне војне болнице у Београду. Санитетски генерал др Ђорђе Протић, на овом положају остаје до 6. септембра 1939. године, када је разрешен дужности управника Главне војне болнице и одлази у пензију по својој молби. |
|       | Војислав С. Поповић (1878—?)   | Био је српски лекар, учесник Балканских ратова и Првог светског рата, санитетски генерал, управник Војно-хигијенског завода 1937. до 1939, управник Главне војне болнице од 1939. до 1941. године. Војислав Поповић постављен је 24. октобра 1927. године за управника Сталне војне болнице Пете армијске области. На месту управника био је све до 29. октобра 1930. године када је постављен за референта санитета у Команди Пете армијске области. За управника Сталне војне болнице Пете армијске области постављен је 22. априла 1931. године. Након скоро годину дана, 30. априла 1932. године постављен је за управника Сталне војне болнице Друге армијске области. Краљ Александар I Карађорђевић, а на предлог Министра Војске и Морнарице Драгомира Ж. Стојановића, унапредио је Војислава Поповића 17. децембра 1932. године у чин санитетског бригадног генерала. На месту управника Сталне војне болнице Друге армијске области био је све до 12. марта 1935. године када је постављен за референта санитета у Команди Друге армијске области. |

## Управниици Главне војне болнице од 1944. до 1949.[21]
| Слика | Име и презиме                     | Краћа биографија |
| ----- | --------------------------------- | --- |
|       | Ивица Павлетић (1914–1984)        | Био је војни хирург, санитетски пуковник, учесник Народноослободилачког покрета, у току борби за ослобођење Београда први послератни управника Главне војне болнице у Београду, један од чланова првог уредништва Војносанитетског прегледа и први началник новооснованог Института за војномедицинску документацију ВМА. |
|       | Војислав К. Сојановић (1906–1991) | Био је, српски лекар, научник и професору области кардиохирургије, санитетски пуковник, управника Главне војне болнице Југословенске армије и учесник Народноослободилачке борбе народа Југославије, носилац Споменице 1941. Војислав К. Сојановић је био пионир кардијалне и васкуларне хирургије на простору тадашње Југославије. Први је применио локалну хипотермију у хирургији отвореног срца, која је касније у свету уведена као рутинска метода. Увео је и оригиналну концепцију и успешну експерименталну и клиничку примену (међу првима у свету) алопластичне трансплантације, код повреда вена у циљу успешног што дужег обезбеђења крвотока кроз главно стабло и касније успешно развијање колатерарне мреже, као и метода премошћавања оклудираних артерија, посебно код десног срца. Као посебно оригиналне доприносе Војислава К. Сојановића, треба истаћи: оригинални поступак за комисупротомију код митралних стеноза са сопственим инструментом познатим под именом „жичани валвулотом“. Она је постала део оригиналне концепције и успешне клиничке примене у хируршком лечењу урођених стеноза плућне артерије операцијом на „сувом срцу у нормотермији“. Био је један од најактивнијих чланова Хируршке секције Српског лекарског друштва, оснивач Научног друштва Србије 1969. године и његов дугогодишњи председник, Председник Савеза удружења универзитетских наставника и других научних радника Југославије, председник Међународног друштва универзитетских професора и доцената, један од оснивача и председника Европског друштва за кардиоваскуларну хирургију. Био је и члан Међународног хируршког друштва, Француске академије хирургије и Националне медицинске академије Француске. |
|       | Војислав Дулић (1900–1953)        | Био је, српски лекар, санитетски генерал-мајор, управника Главне војне болнице Југословенске армије и учесник Народноослободилачке борбе народа Југославије, носилац Споменице 1941. У години смрти (1953) др Војислава Вулета Дулића, Национална болница у Пожаревцу донела је одлуку да ова болница њему у част наси назив Општа болница Пожаревац „Воја Дулић”. |

## Начелници Војномедицинске академије од 1949.[27]
| Слика | Име и презиме                 | Краћа биографија |
| ----- | ----------------------------- | --- |
|       | Херберт Краус (1910–1970)     | |
|       | Мони Леви (1896–1986)         | |
|       | Иво Краљ (1913–1998)          | |
|       | Томислав Кроња (1914–1972)    | |
|       | Ђорђе Драгић (1910–1998)      | Рођен је 9. новембра 1910. године у Креки. Основну школу и гимназију завршио је у Тузли, а Медицински факултет у Београду маја 1935. године. По одслужењу војног рока произведен је у чин резервног потпоручника санитетске службе. Након обавезног стажа запошљава се као лекар социјалног осигурања и ради у Олову, Хан Пијеску и Тузли. Ту га 1941. године затиче рат. Од првих дана окупације сарађује са Народноослободилачким покретом, да би 1943. године ступио у 19. бирчанску бригаду и преузео дужност лекара и референта санитета. Априла 1944. године постављен је за референта 38. Народноослободилачке ударне дивизије Трећег корпуса, децембра преузима дужност начелника Санитетског одељења у штабу Комитета народног ослобођења Југославије (НКОЈ), марта 1948. ради у Санитетском одељењу армије у Скопљу, да би новембра 1949. године преузео функцију наставника у Вишој војној академији за предмет Организација и тактика санитетске службе. Од 1952. године је на дужности у Санитетској управи ЈНА, затим од 1956. до 1963. начелник је Санитетског одељења Прве армије. Године 1963. прелази на дужност заменика начелника ВМА. Начелник ВМА био је од јануара 1971. до пензионисања 1979. године. |
|       | Боривоје Врачарић (1918–1997) | |
|       | Владимир Војводић (1930–2008) | |
|       | Михајло Ђукнић (1927—2017)    | |
|       | Јован Бјелић (1931–2009)      | Био је, српски гастроенетеролог, доктор медицинских наука, универзитетски професор, санитетски генерал-потуковник, Начелник Војномедицинске академије у Београду. Пет година је био је предавач на последипломским студијама из гастроентерологије на Медицинском факултету у Београду и члан Државне комисије за гастроентерологију. Објавио је више од стотину стручних и научних радова у домаћим и страним часописима. |
|       | Ацо Јовичић (1943—)           | |
|       | Момчило Крговић (1942—)       | |
|       | Зоран Станковић (1954—2021)   | |
|       | Миодраг Јевтић (1956—)        | |
|       | Маријан Новаковић (1957—)     | |